# Hymenandra wallichii
Hymenandra wallichii är en viveväxtart som beskrevs av A. Dc. Hymenandra wallichii ingår i släktet Hymenandra och familjen viveväxter. Inga underarter finns listade i Catalogue of Life.

## Bildgalleri

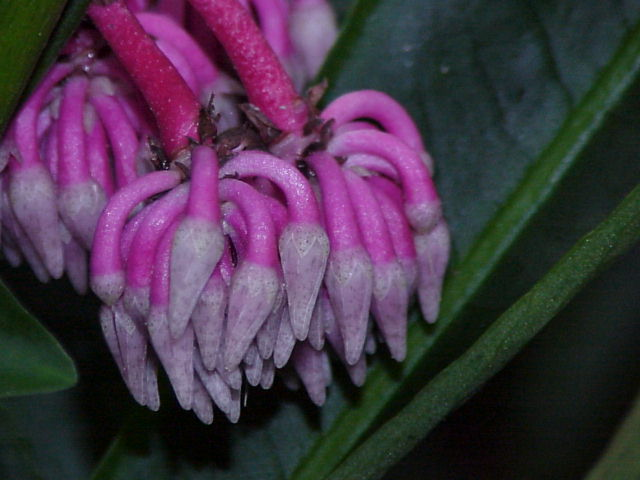
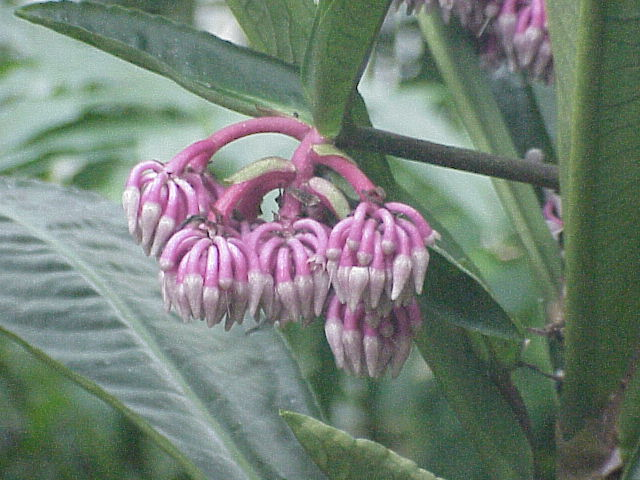
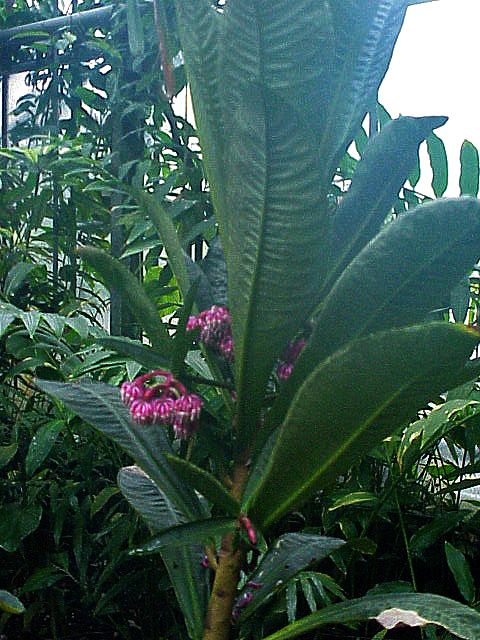